# Internationales Maritimes Museum Hamburg
Das Internationale Maritime Museum Hamburg (IMMH) ist ein Schiffahrtsmuseum im Kaispeicher B in der Hamburger Speicherstadt. Ausgestellt wird die Sammlung Peter Tamms aus Objekten zur Seeschifffahrt, deren Kern mehrere Zehntausend Schiffsmodelle bilden.

## Geschichte

### Die Privatsammlung
Das Museum entstand aus der umfangreichen Privatsammlung Peter Tamms, die ab 1991 nach dessen Pensionierung unter dem Namen „Institut für Schifffahrts- und Marinegeschichte“ als privates, nichtöffentliches Museum in der Elbchaussee 277 in Hamburg-Othmarschen beheimatet war. Tamms Sammelleidenschaft gründete nach eigener Aussage auf einem daumengroßen Wiking-Wasserlinienmodell eines Küstenfrachters im Maßstab 1:1250, das er 1934 von seiner Mutter geschenkt bekam. Interessierten wurde die Sammlung auf Anfrage gezeigt; wissenschaftliche Tätigkeit entfaltete das Institut nicht.

### Gründung der Museumsstiftung und Umzug in den Kaispeicher B
Die Gründung eines öffentlichen Museums wurde vom damaligen Ersten Bürgermeister Ole von Beust vorangetrieben. Der Umzug in den Kaispeicher B war ein Vorschlag des damaligen Hamburger Finanzsenators Wolfgang Peiner. Der 1878/1879 im Stil der Hannoverschen Schule erbaute Kaispeicher B ist Hamburgs ältestes erhaltenes Speicherbauwerk und wurde zuletzt von dem Einzelhandelsunternehmen Gebrüder Heinemann als Lager genutzt, das seinen Sitz im benachbarten „Heinemann-Speicher“ hat.
Die Stadt Hamburg stellte die Immobilie der neu gegründeten Peter Tamm sen. Stiftung als Erbbaurecht sowie 30 Millionen Euro für die Sanierungs- und Umbaukosten zur Verfügung. Der dafür erforderliche Beschluss der Bürgerschaft wurde – bei Enthaltung der GAL-Fraktion – einstimmig gefasst. Außerdem erhielt die Stiftung Zustiftungen und Spenden von Reedereien und anderen Unternehmen, darunter der Deutschen Bank und von Joachim Herz.
Auf eine inhaltliche Einwirkung auf die Präsentation verzichtete der Senat. Gegen dieses Vorgehen gründete sich 2005 die Aktion „Künstler informieren Politiker“. Sie erhob die Kritik, der Ausstellung liege der Gedanke zugrunde, dass die Weltgeschichte durch die Seefahrt bestimmt werde (Navalismus). Vor allem bestehe die Gefahr, dass die Präsentation Militarismus und Kolonialismus verharmlose und sich nicht ausreichend kritisch mit der Geschichte der deutschen Kriegsmarine auseinandersetze.
Das Museum wurde 2008 im Beisein des damaligen Bundespräsidenten Horst Köhler eröffnet.  Die Museumsstiftung wird seit Peter Tamms Tod 2016 von seinem Sohn Peter Tamm junior geführt. Die Mitarbeiter werden von Ehrenamtlichen unterstützt, insbesondere als Führer und im Bereich Schiffsmodelle. Das Archiv, eine Bibliothek und ein Schau-Depot sind in der dritten Etage des benachbarten „Heinemann-Speichers“ eingerichtet. Das Museum hat heute etwa 150.000 Besucher pro Jahr, über 70 Prozent davon sind Touristen.

## Sammlungen

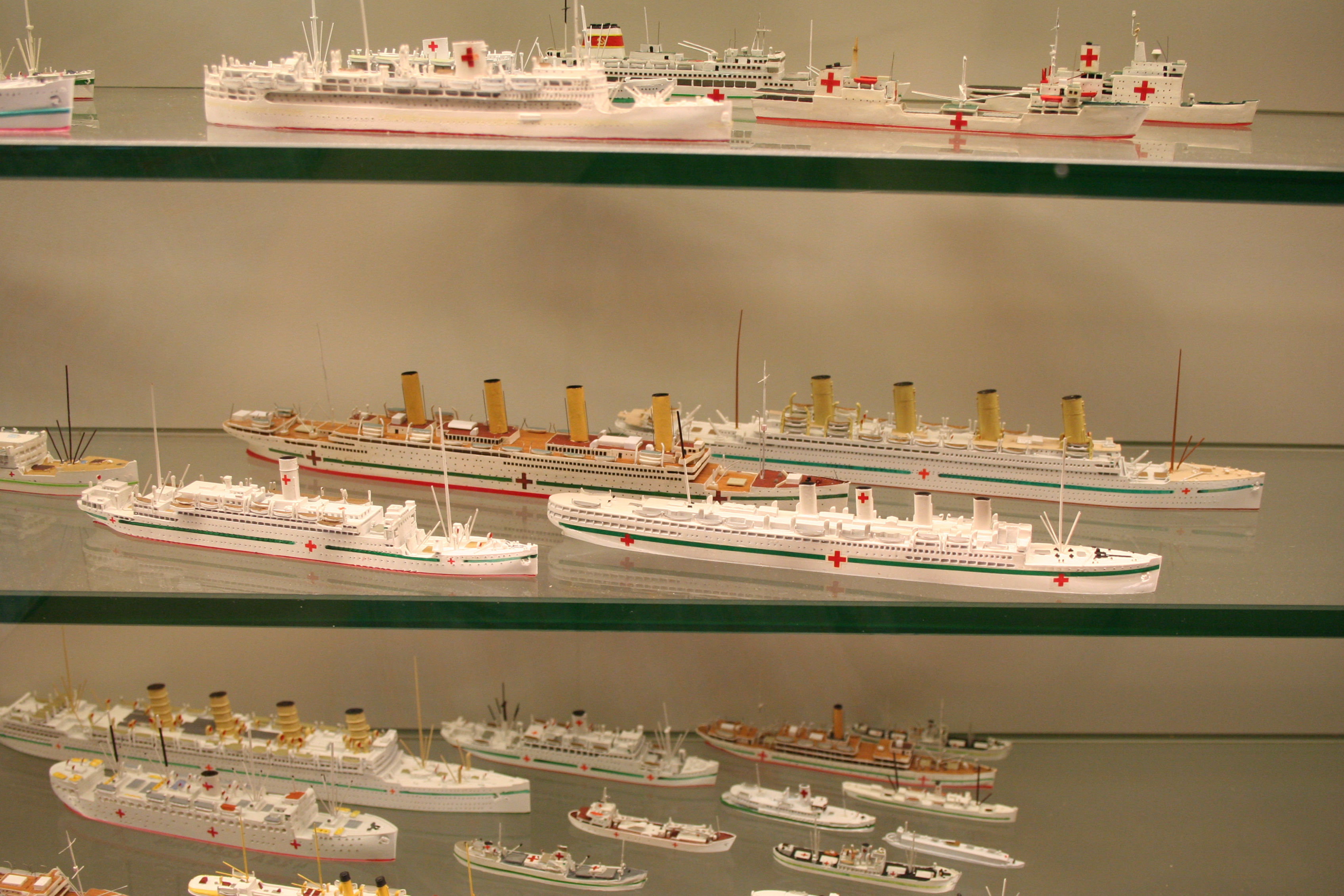
Modelle von Hospital- und Lazarettschiffen

### Schiffsmodelle
Kern der Sammlung sind mehr als 50.000 Schiffsmodelle aus dem 20. Jahrhundert, darunter viele im Miniatur-Maßstab 1:1250. Außerdem enthält die Sammlung einige ältere Schiffsmodelle, darunter zwei Werftmodelle, die vor der Einführung von Konstruktionszeichnungen im Schiffbau zur Bauplanung verwendet wurden. Ein weiteres Highlight sind 35 Knochenschiffe, die von französischen Matrosen während der napoleonischen Kriege in englischer Kriegsgefangenschaft in abgetakelten Segelschiffen angefertigt wurden; die weltweit größte private Sammlung dieser Schiffsmodelle. Schließlich enthält die Sammlung Dioramen von Seeschlachten und Häfen.

### Gemälde, Fotografien und Pläne
Peter Tamm brachte außerdem zahlreiche Gemälde zur Marinemalerei von Kapitänsbildern bis zu reinen Seestücken von 1570 bis zur Gegenwart in die Stiftung ein, insbesondere aus den Niederlanden sowie deutsche Marinemalerei vom Anfang des 20. Jahrhunderts (Carl Saltzmann, Hans Bohrdt, Willy Stöwer, Claus Bergen und Adolf Bock). Die Gemäldesammlung nimmt am internationalen Leihverkehr teil. Außerdem enthält die Sammlung mehr als eine Million Fotografien zur Seefahrt und zum Schiffbau.

### Ausrüstung, Waffen, Uniformen und Ehrenzeichen
Die Museumsstiftung besitzt eine bedeutende Sammlung historischer Marineuniformen und -auszeichnungen verschiedener Länder sowie eine umfassende Waffensammlung, die teilweise unter Verstoß gegen Ausfuhr- und Kriegswaffenkontrollvorschriften entstanden ist. Außerdem umfasst die Sammlung Alltags- und Ausrüstungsgegenstände, darunter Navigationsinstrumente und einen Teil des Nachlasses des Admirals Heinrich von Preußen („Prinz Heinrich“).

### Bücher, Pläne, Globen und Karten

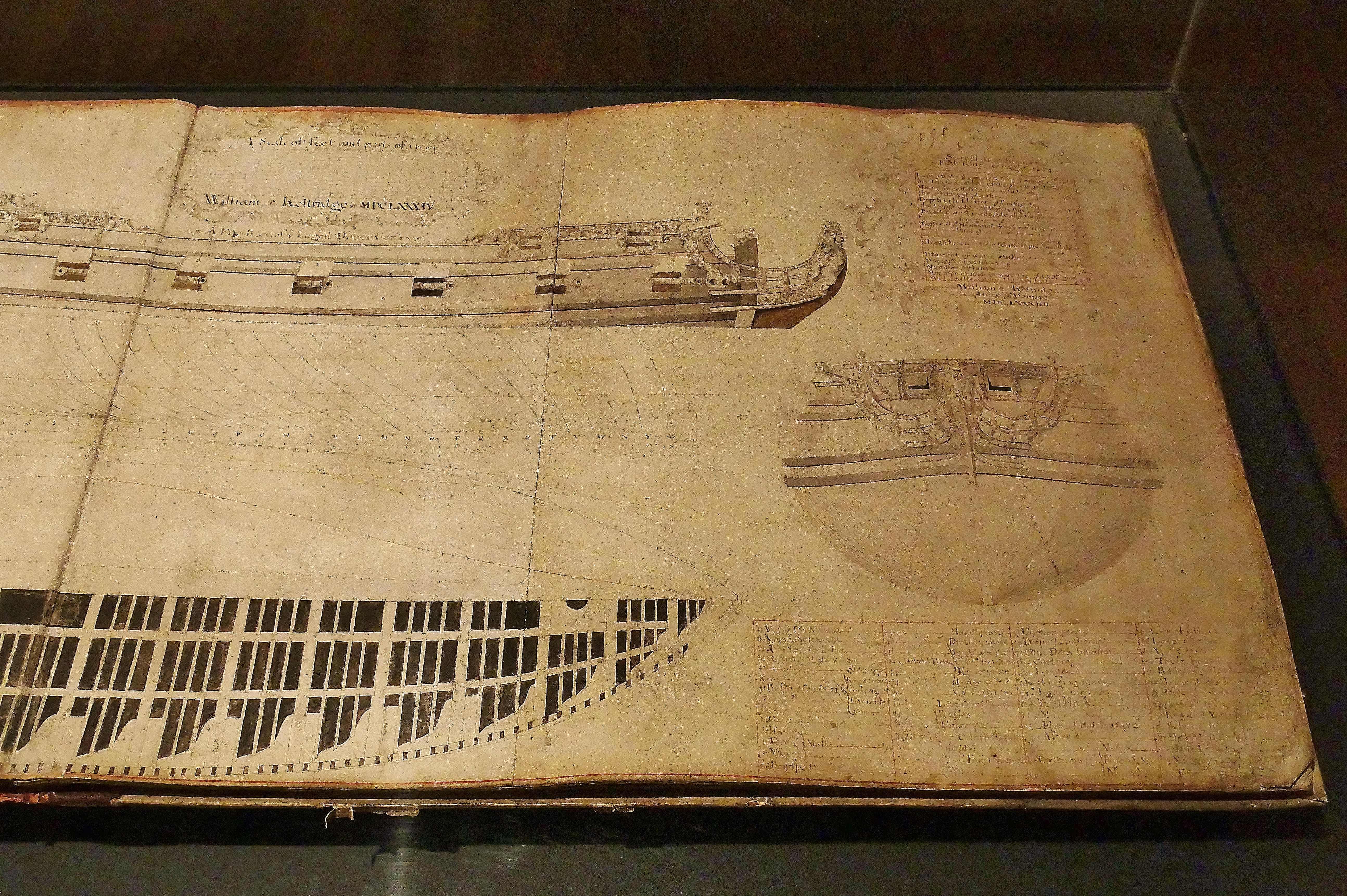
Konstruktionszeichnung von William Keltridge.

Die mehrere zehntausend Bände umfassende Bibliothek enthält Bücher zur Seefahrt, Atlanten und tausende teils originale Konstruktionspläne aus Werften, darunter ein Exemplar des Liber Nauticus, eines Lehrbuchs für Marinemalerei. Ein Glanzlicht sind die Konstruktionszeichnungen William Keltridges. Außerdem enthält die Sammlung historische Globen und Seekarten, darunter ein Exemplar des Atlantis Majoris aus dem Jahr 1657, dem ersten in den Niederlanden gedruckten Meeresatlas.

### Erschließung und Konservierung
Die Sammlung ist bislang nicht vollständig erschlossen. Das Museum betreibt eine offene Modellbauwerkstatt sowie eine spezielle offene Knochenschiffwerkstatt. Die Konservierung der Gemälde wird in einem gläsernen Restaurierungsatelier gezeigt. Die Bibliothek ist öffentlich zugänglich.

### Verwandte Sammlungen
Verwandte Sammlungen sind die hafenhistorische Sammlung des Museums für Hamburgische Geschichte, die fischereigeschichtliche Sammlung des Altonaer Museums sowie im Bereich von Hafen und Speicherstadt selbst das Deutsche Hafenmuseum, das Deutsche Zollmuseum und das private Gewürzmuseum. Dagegen soll das Internationale Maritime Museum Hamburg gemäß dem Ausspruch Peter Tamms „Schifffahrtsgeschichte ist Menschheitsgeschichte“ – wie der Name auch zeigt und seine Leitlinien festlegen – einen ausdrücklich internationalen Blickwinkel einnehmen.

## Dauerausstellung

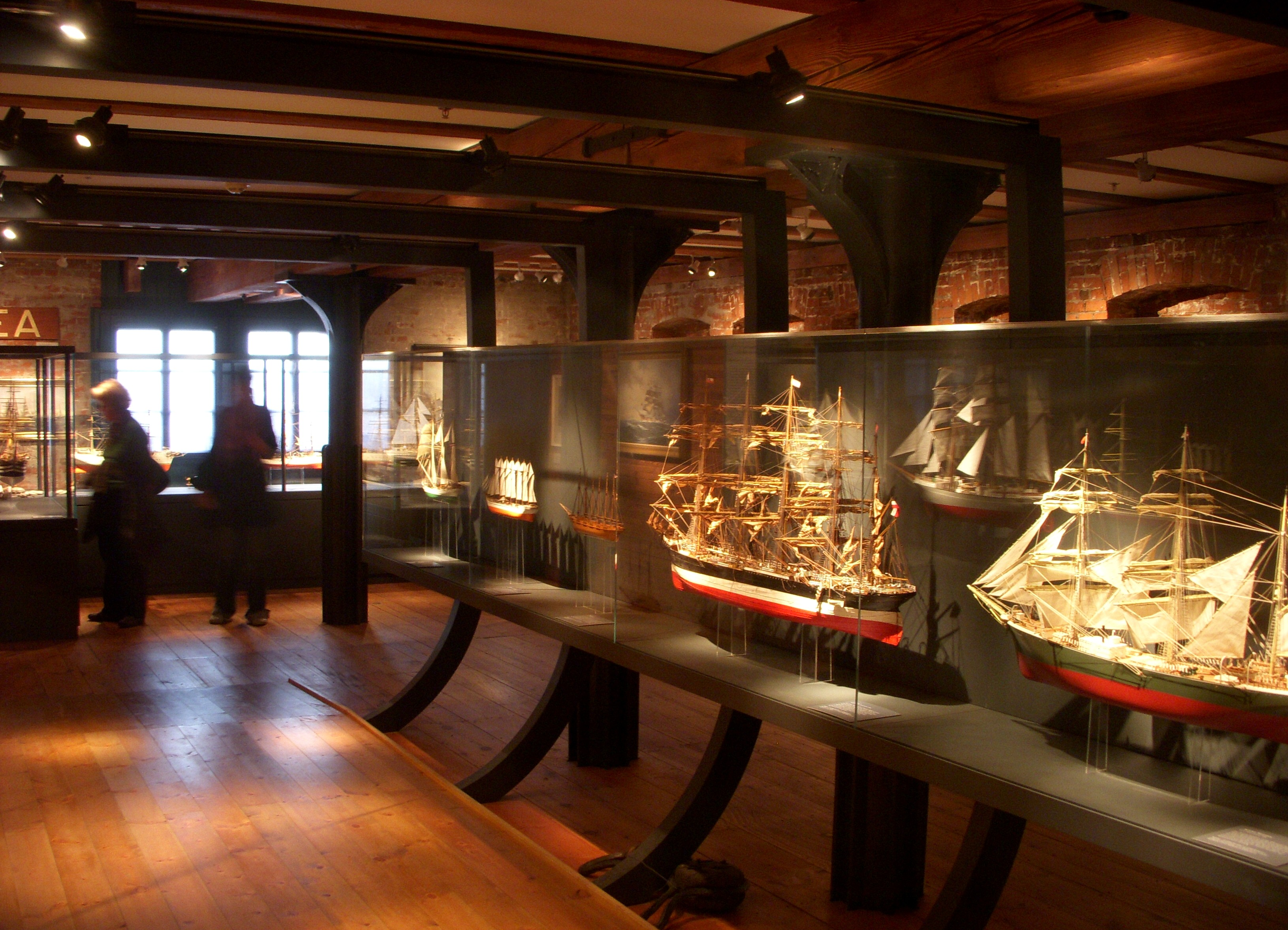
Blick in die Ausstellung

Die Ausstellungsfläche im Kaispeicher B umfasst über 12.000 m². Die Sammlung Peter Tamms wird dabei durch einzelne Leihgaben anderer Hamburger Museen ergänzt. So ist zum Beispiel das älteste im Museum gezeigte Exponat, ein Jahrtausende alter Einbaum aus der Elbe bei Geesthacht, eine Leihgabe des Archäologischen Museums Hamburg und die Abteilung zur Tiefseeforschung zeigt Präparate von Tiefseefischen aus der Zoologischen Sammlung der Universität Hamburg.

## Museumsaufbau
Die Ausstellung ist nach den Böden („Decks“) des Speichergebäudes gegliedert:

### 1. Boden:Die Entdeckung der Welt

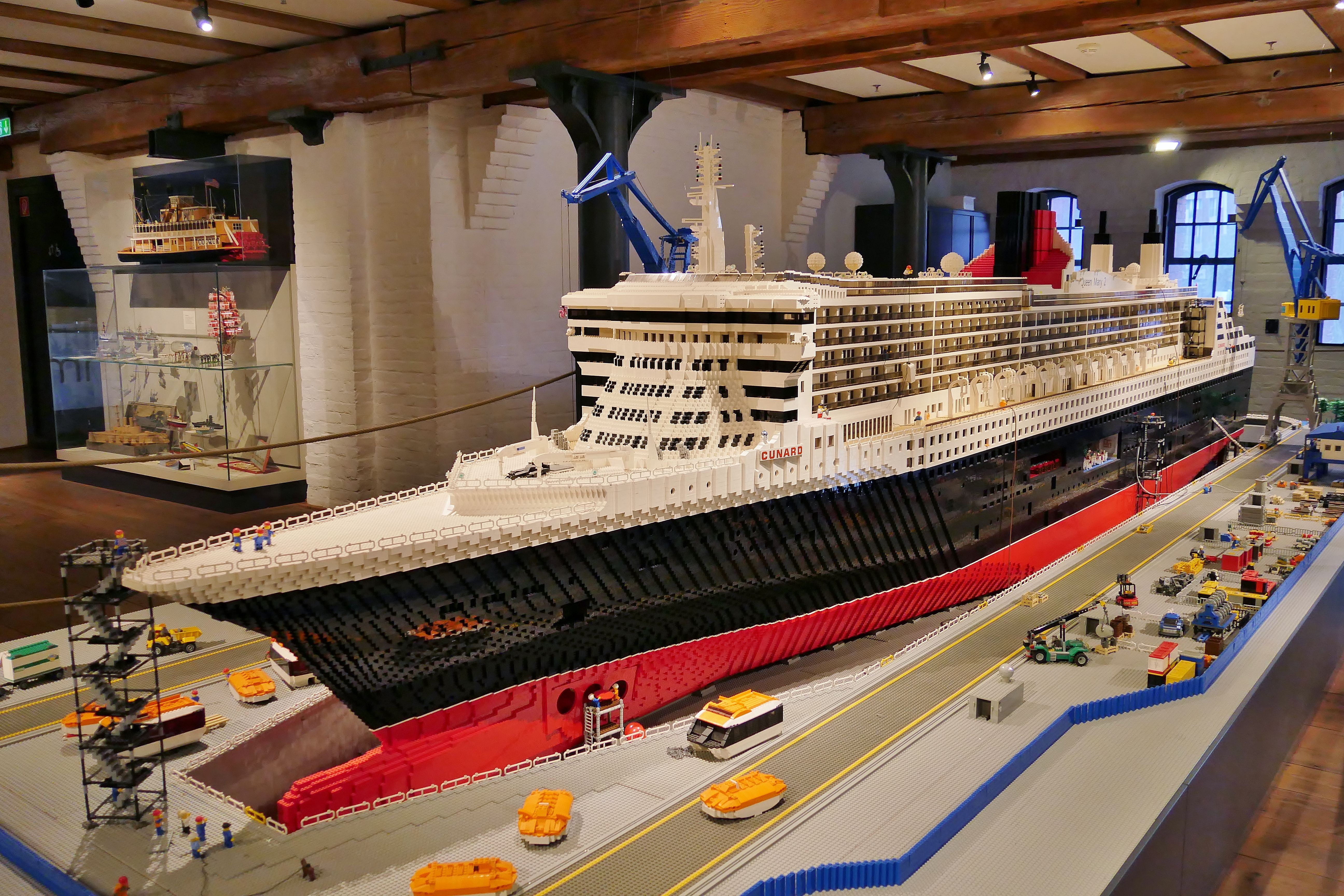
Modell der Queen Mary 2 aus Lego-Steinen

In diesem Bereich werden die Themen Navigation und Kommunikation behandelt. Ausgehend von dem prähistorischen Wissen über die Seefahrt geht es über die „Epoche der berühmten Entdecker“ bis zur elektronischen Navigation. Ausgestellt werden Navigationsinstrumente, Kommunikationsmittel, Globen und Seekarten, Modelle von Leuchttürmen und Feuerschiffen, Tonnen und Bojen. Schließlich wird das Lotsenwesen behandelt. Außerdem ist ein Schiffsführungssimulator ausgestellt, den Besucher unter Anleitung selbst bedienen können. Auf dem 1. Boden befinden sich zudem die Sonderausstellungsfläche, der Kinderbereich und die Modellbauwerkstatt.

### 2. Boden:Mit dem Wind um die Welt: Schiffe unter Segeln
Dieser Bereich behandelt die Schifffahrt mit Segeln von den Anfängen (europäische Antike und Polynesien) über das Mittelalter und die frühneuzeitlichen Großmächte (China, Spanien und Portugal, das osmanische Reich, England, Niederlande), den Kolonialismus sowie den Seekrieg zwischen Frankreich und England während der Koalitionskriege. Außerdem gibt es Bereiche zum Leben an Bord alter Segelschiffe, zur Piraterie, zur Entwicklung des Tauwerks, zu den Kaphoorniers und zu Großseglern und Windjammern.

### 3. Boden:Schiffbau: vom Handwerk zur Wissenschaft
Auf diesem Boden wird der Schiffbau, ausgehend von der Materialkunde und frühen Schiffstypen sowie Konstruktionstechniken zum heutigen industriellen, wissenschaftlich begründeten Schiffbau dargestellt. Schließlich gibt es einen Bereich zur Geschichte des Segelsports.

### 4. Boden:Zeughaus der Geschichte

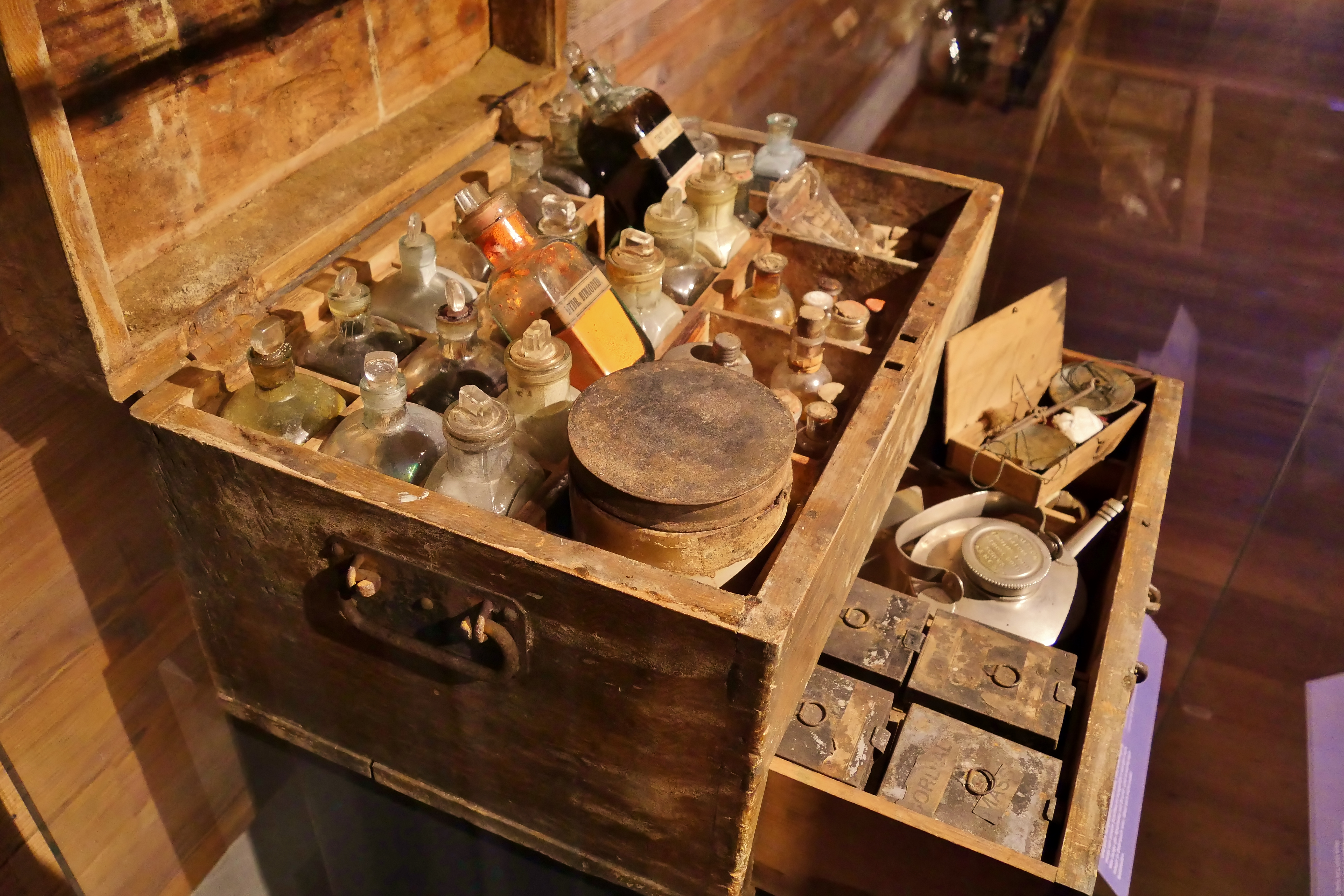
Historische Schiffsapotheke

In diesem Bereich werden vor allem Uniformen, Waffen, Orden und Auszeichnungen ausgestellt. Die unkommentierte Ausstellung von Uniformen, Ehrenzeichen und persönlichen Gegenständen hochrangiger Mitglieder der Kriegsmarine war im Vorfeld der Museumseröffnung stark umstritten. Das Leben an Bord wird über Rituale und Feste sowie die medizinische Versorgung auf See beleuchtet.

### 5. Boden:Krieg und Frieden: Marinen der Welt seit 1815
Auf diesem Boden wird die Entwicklung hin zu modernen Kriegsschiffen über Einheitslinienschiffe und die Dreadnought-Klasse dargestellt. Es gibt Bereiche zum Kolonialismus, zu Flussflotillen, zu Hilfskreuzern und Hilfsschiffen, zur Skagerrakschlacht sowie zum U-Boot-Krieg und zur Marinefliegerei.

### 6. Boden:Moderne Seefahrt: Handels- und Passagierschifffahrt
Ausgehend von historischen Dampfern und Handelsschiffen wird die Entwicklung der Frachtschiffe vom Stückgut zu modernen Containerschiffen dargestellt, bei der Passagierschifffahrt Fähren und Seebäderschiffe, Yachten und Kreuzfahrtschiffe. Außerdem wird die Seenotrettung gezeigt.

### 7. Boden:Expedition Meer: Das letzte Geheimnis der Erde
Dieser Ausstellungsteil wurde mit dem Konsortium Deutsche Meeresforschung entwickelt. Ausgehend von den historischen Wurzeln der Meereskunde wird die Erforschung der Ozeane dargestellt, insbesondere die Kartierung des Meeresbodens.

### 8. Boden:Marinemalerei und „Schatzkammer“

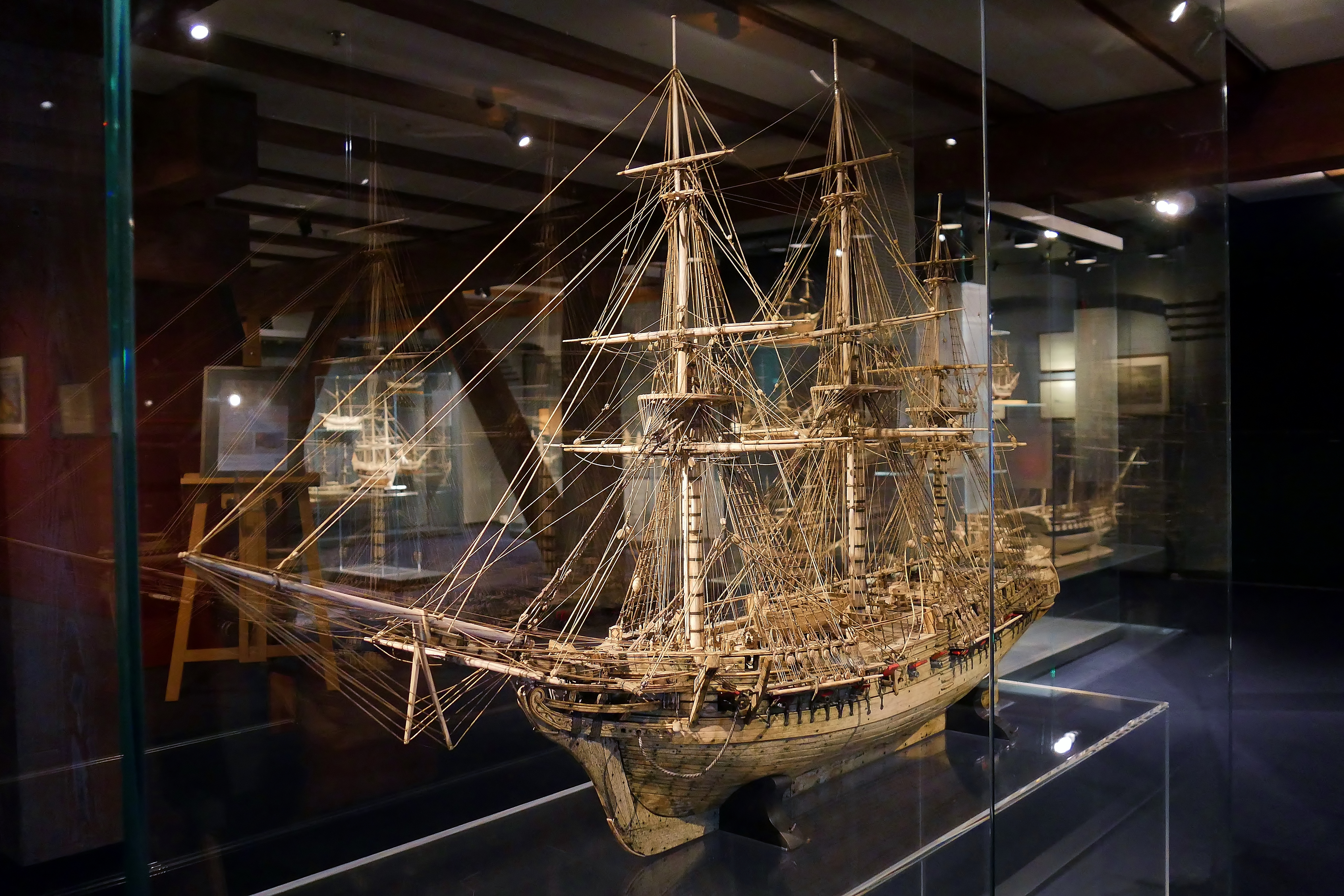
Knochenschiff in der „Schatzkammer“

Die ausgestellte Gemäldesammlung ist nach Staaten gegliedert und zeigt Kunst aus den Niederlanden, aus Frankreich, Russland, Großbritannien, Skandinavien und Deutschland. In der „Schatzkammer“ sind Modelle aus kostbaren Materialien und auch die Knochenschiffe zu sehen.

### 9. Boden:Die große Welt der kleinen Schiffe

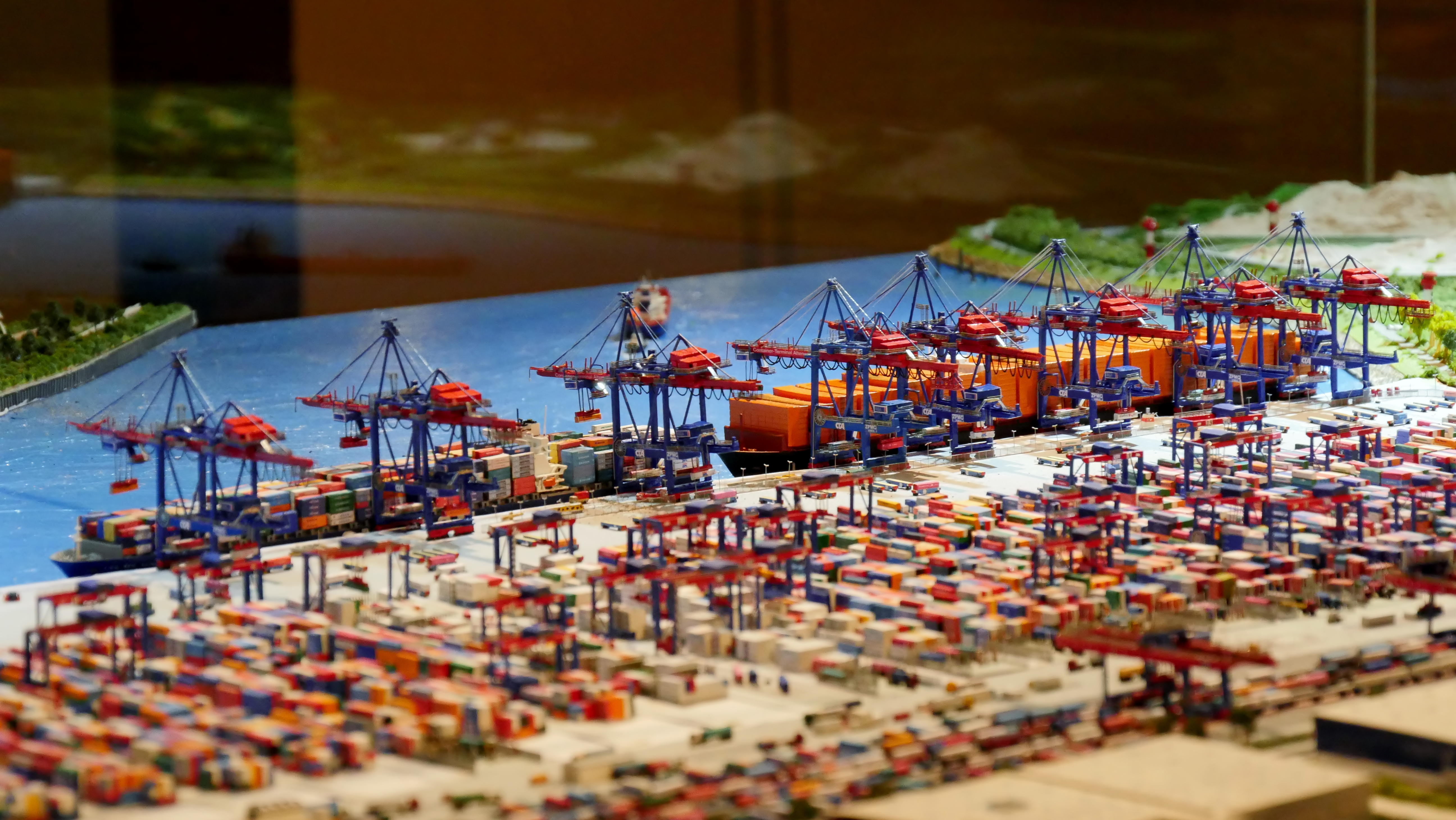
Modell des Hamburger Hafens

Auf dem letzten Boden werden rund 50.000 Miniaturmodelle von Schiffen gezeigt, die meisten davon im Maßstab 1:1250. Außerdem sind Dioramen von Seeschlachten und Häfen zu sehen. Den Abschluss bildet eine Abteilung zu Binnenschifffahrt und Hafenwirtschaft sowie eine „Logistik-Lounge“ der Firma Kühne + Nagel.

### 10. Boden: Veranstaltungsfläche
Der oberste Boden wird als Veranstaltungsort genutzt.

### Erdgeschoss
Neben dem Eingangsbereich befinden sich hier eine Gastronomie, der Museumsshop und die 1893 gegründete, auf Fachliteratur zur Seefahrt spezialisierte Buchhandlung Wede.

### Außenbereich
Vor dem Museum und auf dem Sankt-Annen-Platz und dem Dar-es-Salam-Platz auf der anderen Seite des Brooktorhafens sind zwei große Anker, eine Seetonne, ein Leuchtfeuer, ein Schiffspropeller und zwei Geschütze der Foudroyant ausgestellt.